# Nikomedes (matematiker)
Nikomedes var en grekisk matematiker under 100-talet f. Kr.
Nikomedes löste ett par ryktbara geometriska problem om kubens fördubbling och vinkels tredelning med en av honom uppfunnen kroklinje, konkoiden.